# Trolösa (TV-serie)
Trolösa är en svensk dramaserie med premiär på SVT och SVT Play den 26 januari 2025. Serien, som består av sex avsnitt, är regisserad av Tomas Alfredson efter ett manus skrivet av Sara Johnsen. Den är en nyinspelning av Liv Ullmann och Ingmar Bergmans film med samma namn från 2000.

## Handling
Serien utspelar sig i två tidsperioder, både i nutid och i det förflutna. Den kretsar kring det gifta paret Markus och Marianne och deras bästa vän David, och är en berättelse om kärlek, otrohet och svek.

## Rollista i urval
- Frida Gustavsson - Marianne, dåtid
- Lena Endre - Marianne, nutid
- Gustav Lindh - David, dåtid
- Jesper Christensen - David, nutid
- August Wittgenstein - Markus
- Poppy Klintenberg Hardy - Isabelle, dåtid
- Malin Crépin - Isabelle, nutid
- Kicki Bramberg - Mariannes moder
- Annika Hallin - Daniella
- Léonie Vincent - Fanny
- Andreas Kundler - Allan
- Klara Hodell - Anna